# Periyapatti
Periyapatti är en ort i Indien.   Den ligger i delstaten Tamil Nadu, i den södra delen av landet, 2 000 km söder om huvudstaden New Delhi. Periyapatti ligger 314 meter över havet och antalet invånare är 10 647.
Terrängen runt Periyapatti är huvudsakligen platt. Periyapatti ligger nere i en dal. Runt Periyapatti är det ganska tätbefolkat, med 214 invånare per kvadratkilometer. Närmaste större samhälle är Udumalaippettai, 19,0 km söder om Periyapatti. Trakten runt Periyapatti består till största delen av jordbruksmark.